# Annemarie Wolff-Richter

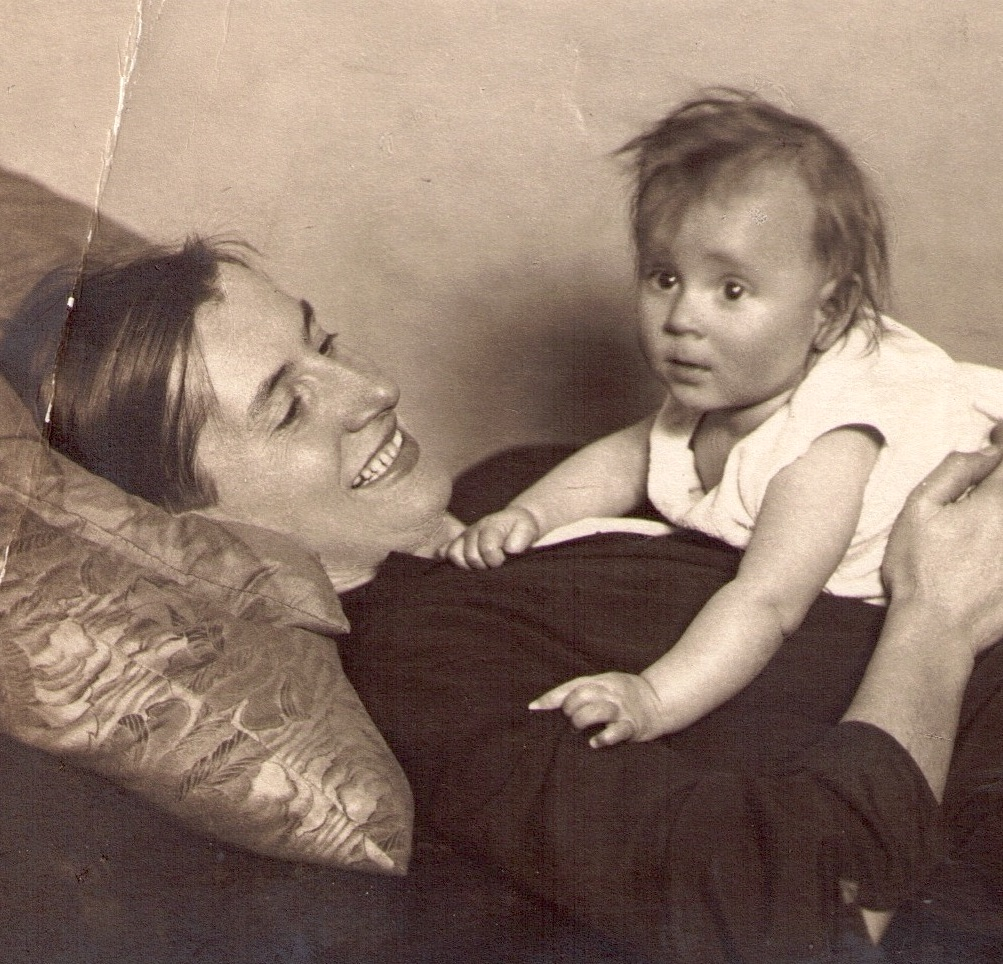
Annemarie Wolff-Richter (ca. 1930) mit ihrer Tochter

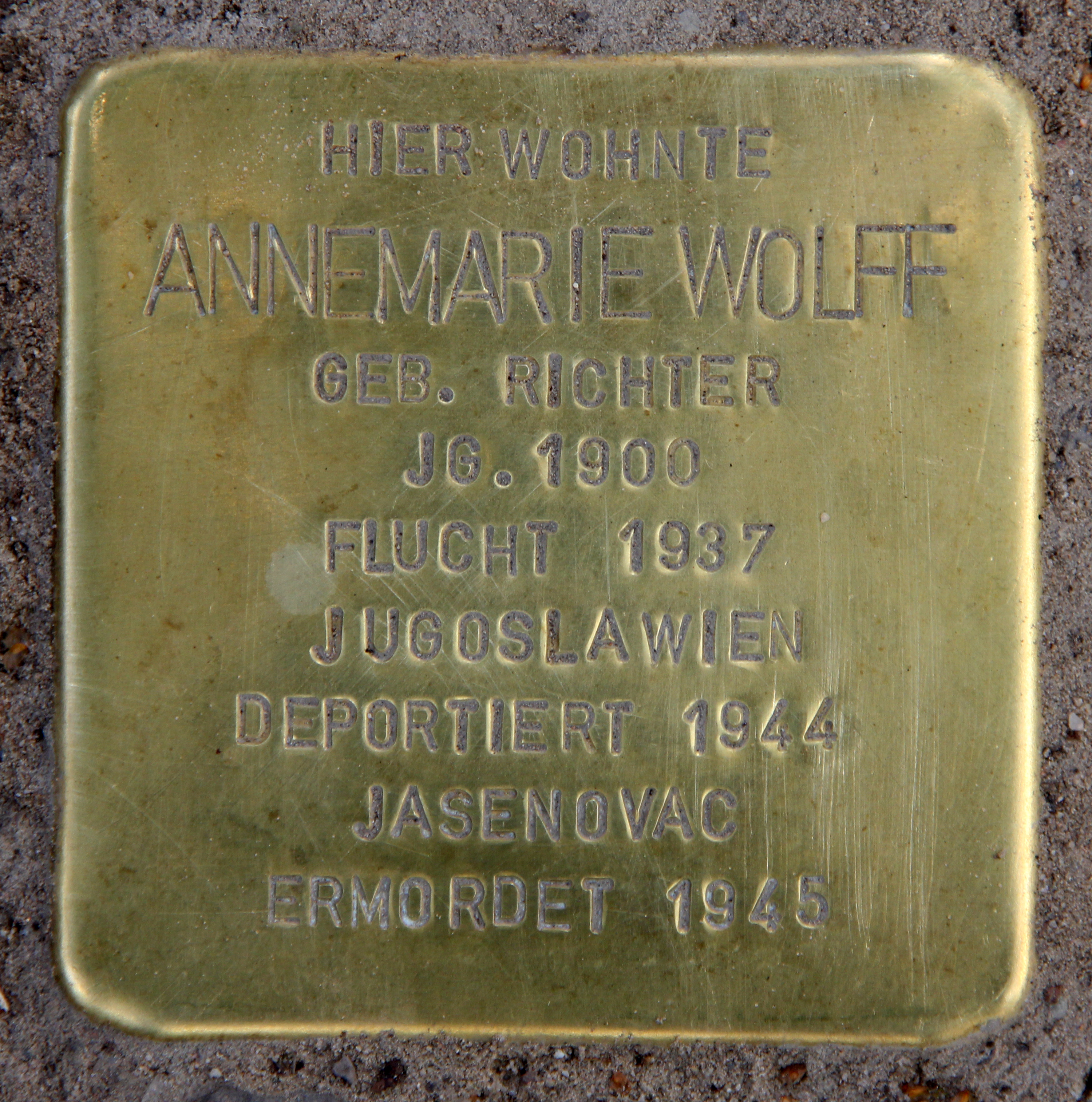
Stolperstein vor ihrem ehemaligen Wohnort, Oranienburger Chaussee 53, in Berlin-Frohnau

Klara Auguste Anne-Marie Wolff-Richter (* 27. Juli 1900 in Breslau; † Frühjahr 1945 im KZ Jasenovac) war Heilpädagogin, Individualpsychologin und Leiterin des Berliner individualpsychologischen Kinderheims.

## Leben
Annemarie Richter wurde in Breslau als Tochter eines Spezerei- und Viktualienhändlers geboren. Dort absolvierte sie das Kunitz-Malberg-Lyzeum und kam 1920 zur weiteren Ausbildung nach Berlin. Da ihre finanzielle Situation ein Medizinstudium nicht zuließ, absolvierte sie zunächst eine Ausbildung zur Röntgenassistentin.
Ihre Hinwendung zur Pädagogik ergab sich über den Anschluss an den Kreis um den Nervenarzt und Alfred-Adler-Schüler Fritz Künkel, der 1924 die „Berliner Gesellschaft für Individualpsychologie“ und 1927 das „Individualpsychologische Institut zu Berlin“ gegründet hatte. Sie ließ sich zur Individualpsychologin und Heilpädagogin ausbilden und betrieb die Gründung eines „individualpsychologischen Kinderheims für schwererziehbare Jungen und Mädchen“. Die individualpsychologische Ortsgruppe und insbesondere Fritz Künkel unterstützten sie in diesen Bestrebungen. Als 26-Jährige konnte sie so ihr erstes Heim an der Schulzendorfer Straße in Hermsdorf eröffnen. Ihr Plan reifte in dem glücklichen Moment, als die sozialpolitischen Ziele der Weimarer Republik Mitte der zwanziger Jahre tatsächlich realisierbar schienen. 1927 erfolgte die Übersiedlung nach Frohnau, wo heute eine Gedenktafel an sie erinnert. Aufnahme fanden gesunde wie psychisch kranke Kinder, weil dies, wie sie sagte, die Arbeit an Kindern, die heilpädagogischer Beeinflussung bedürftig sind, wesentlich fördert. Die gesunden Kinder kamen aus intellektuellen, zumeist jüdischen Kreisen.
1927 heiratete sie Helmut Wolff, die Ehe wurde aber 1935 geschieden. Sie hatten eine Tochter Ursula (1929–2009), die später Ernst Ludwig Heuss heiratete, den Sohn von Bundespräsident Theodor Heuss und Elly Heuss-Knapp.
Seit den frühen 1930er Jahren stand Annemarie Wolff-Richter in Kontakt mit Manès Sperber und zu Individualpsychologen wie Benno Stein, Vera Stein-Ehrlich und zu Georg Pollack, aber auch zu Psychotherapeuten und Ärzten wie Therese Benedek, Carl Müller-Braunschweig oder Max Hodann.
Trotz persönlicher Sympathie für eine linke Ausrichtung hielt Annemarie Wolff-Richter zu beiden Richtungen der Individualpsychologie und auch zu bürgerlich-liberalen Kreisen der Sozialarbeit (etwa Elly Heuss-Knapp) Kontakt.

## Politische Verfolgung
Bereits im März 1933 wurde Annemarie Wolff-Richter erstmals verhaftet. Zwischen 1933 und 1936 führte sie das Kinderheim verdeckt, da sie mit einem Berufsverbot belegt war, in Wannsee, an der Otto-Erich-Straße 9 und zuletzt in Zehlendorf, Am Hegewinkel 115 weiter. 1936 wurde sie von der Gestapo erneut verhaftet, wegen „staatsfeindlicher Tätigkeit durch Erziehung von Kindern in jüdisch-marxistischem Sinne“. Die Kinder seien ihr von „staatsfeindlich gesonnenen [sic!] Elementen, mit denen sie in ständiger Verbindung stand“, zugewiesen bzw. vermittelt worden.
1937 konnte sie aus der Haft entkommen und floh mit ihrer siebenjährigen Tochter sowie zwölf anderen ihr anvertrauten Kindern über Prag und Budapest nach Kroatien. Mit ihrem jüdischen Lebenspartner Erwin Süssmann wäre das Emigrationsziel ursprünglich ein Kibbuz in Palästina gewesen, wohin sein Bruder Herbert Süssmann (gest. 1968 in Israel) und Neffe Hans-Ulrich Süssmann (gest. 1949 in Israel) geflüchtet waren, doch gingen kurz vor Dubrovnik die finanziellen Mittel zur Neige, so dass sie sich entschließen musste, in Jugoslawien zu bleiben. Auf der Insel Korčula, wo sie in engem Kontakt mit der Schriftstellerin Dinah Nelken und ihrem Mann Heinrich Ohlenmacher stand und in Zagreb versuchte sie wieder ein Heim zu installieren und suchte auch Anschluss an die ihr von früher bekannten Individualpsychologen Benno Stein und Vera Stein-Ehrlich. In diese Zeit fällt auch der Kontakt zu anderen Emigranten.
Mit der Okkupation Kroatiens durch die deutsche Wehrmacht 1941 hatte sie das Risiko der politischen Verfolgung wieder eingeholt. Erwin Süssmann (Landwirt, geb. am 24. Januar 1898 in Bockau bei Breslau) wurde 1941 in Zagreb verhaftet und ins KZ Jasenovac verlegt, wo sich seine Spur verliert. Annemarie Wolff-Richter schloss sich Kreisen des Widerstandes und der Partisanen an und kümmerte sich insbesondere um die Kinder ihrer ermordeten oder im Untergrund lebenden Freunde. Der spätere Leistungssportler und Bildhauer Boris Grünwald zählte zu den von ihr in Zagreb betreuten Kindern.
Im Sommer 1944 wurde Annemarie Wolff-Richter von der Gestapo aufgespürt und ins KZ Jasenovac verbracht. Dort wurde sie im Frühling 1945 vom Ustaša-Regime ermordet.

## Gedenken
Am 2. Juni 1999 wurde im Bornstedter Feld in Potsdam eine Gemarkung gegenüber der Fachhochschule Potsdam in „Annemarie-Wolff-Platz“ benannt.
Am 8. August 2014 wurde vor ihrem ehemaligen Wohnort, Berlin-Frohnau, Oranienburger Chaussee 53, ein Stolperstein verlegt.
Seit 2004 besteht bei der DGIP ein Annemarie-Wolff-Fonds zur Förderung individualpsychologischer Ausbildung und Therapie.
Am 20. Juni 2023 wurde Annemarie Wolff-Richter vom Holocaust-Gedenkzentrum Yad Vashem als Gerechte unter den Völkern anerkannt.